# ビニールポット

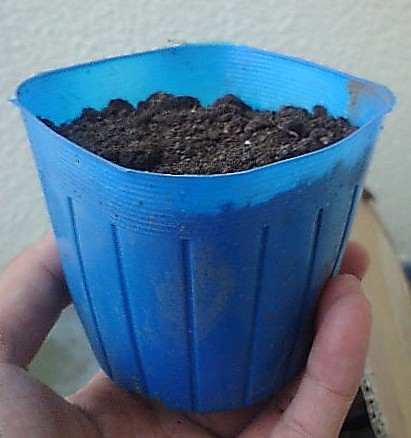
土を入れたビニールポット。広く普及しているのは黒色のものだが、写真の青色の他、様々な色のものがある

ビニールポットは植木鉢のうち、軟質プラスチック製のものを言う。黒色のものがよく知られており、多量に栽培する場合に、軽くて扱いやすいため用いられる。ポリポットとも呼ばれる。

## 種苗育成ポット
種苗育成ポットとして、ビニールポットが用いられることが多い。ポットまきの場合、ポットの底の穴に鉢底石を入れ、用土を入れる。慣行的に、ビニールポットが用いられているイチゴ栽培においては、ポリポット育苗と比較して、紙ポット育苗を適用したほうが、イチゴ苗の花芽分化が早まる傾向が認められている。これは、紙ポットを用いた場合、培地の温度が相対的に低下するためであるとされる。